# Grgur Golubić
Grgur Golubić (auch Grgur Branković; serbisch-kyrillisch Гргур Голубић; mittelgriechisch Γούργουρας Gourgouras; * vor 1327; † vor 16. Juli 1398) war ein serbischer Aristokrat aus dem Adelsgeschlecht Branković und Gouverneur der Region Polog im westlichen Makedonien unter den Zaren Stefan Uroš IV. Dušan und Stefan Uroš V.

## Leben
Grgur (Gregor) war der zweite Sohn des Sebastokrators Branko Mladenović, seit 1346 Statthalter Stefan Dušans in der Oblast Ohrid. Er war somit ein Enkel des aus der Region Drenica stammenden Gespans und Woiwoden Mladen († vor 1346), der als Gouverneur von Trebinje und Kotor dem raszischen König Stefan Uroš III. Dečanski gedient hatte. Seine Brüder waren Nikola Radonja († 1399) und Vuk Branković († 1397). Seine Schwester Teodora war die Ehefrau von Georg Thopia, Sohn des albanischen Fürsten Karl Thopia.
Als Caesar wird Grgur in einem auf März 1347 datierten Schreiben des Papstes Innozenz VI. an den serbischen Zaren erwähnt. Ferner erscheint er in Schenkungsbullen Dušans der Jahre 1348 bis 1353 für das Erzengelkloster bei Prizren, was darauf hindeutet, dass er in dieser Region begütert war. 1361 stiftete Grgur den Bau der Theotokos-Kirche Sveti Zaum am Südostufer des Ohridsees. Im folgenden Jahr war er zusammen mit dem Despoten Dejan im Auftrag von Stefan Uroš V. als Gesandter an Friedensverhandlungen mit der Republik Ragusa beteiligt.
Der Usurpator Vukašin Mrnjavčević verjagte Grgur nach dem Tod seines Vaters 1365 aus Ohrid. Was danach aus ihm wurde, ist ungewiss; sein Todesdatum ist vor 16. Juli 1398 anzusetzen. Ob die Mutter Skanderbegs, Vojsava Tripalda, seine Tochter war, ist umstritten.